# MyCar

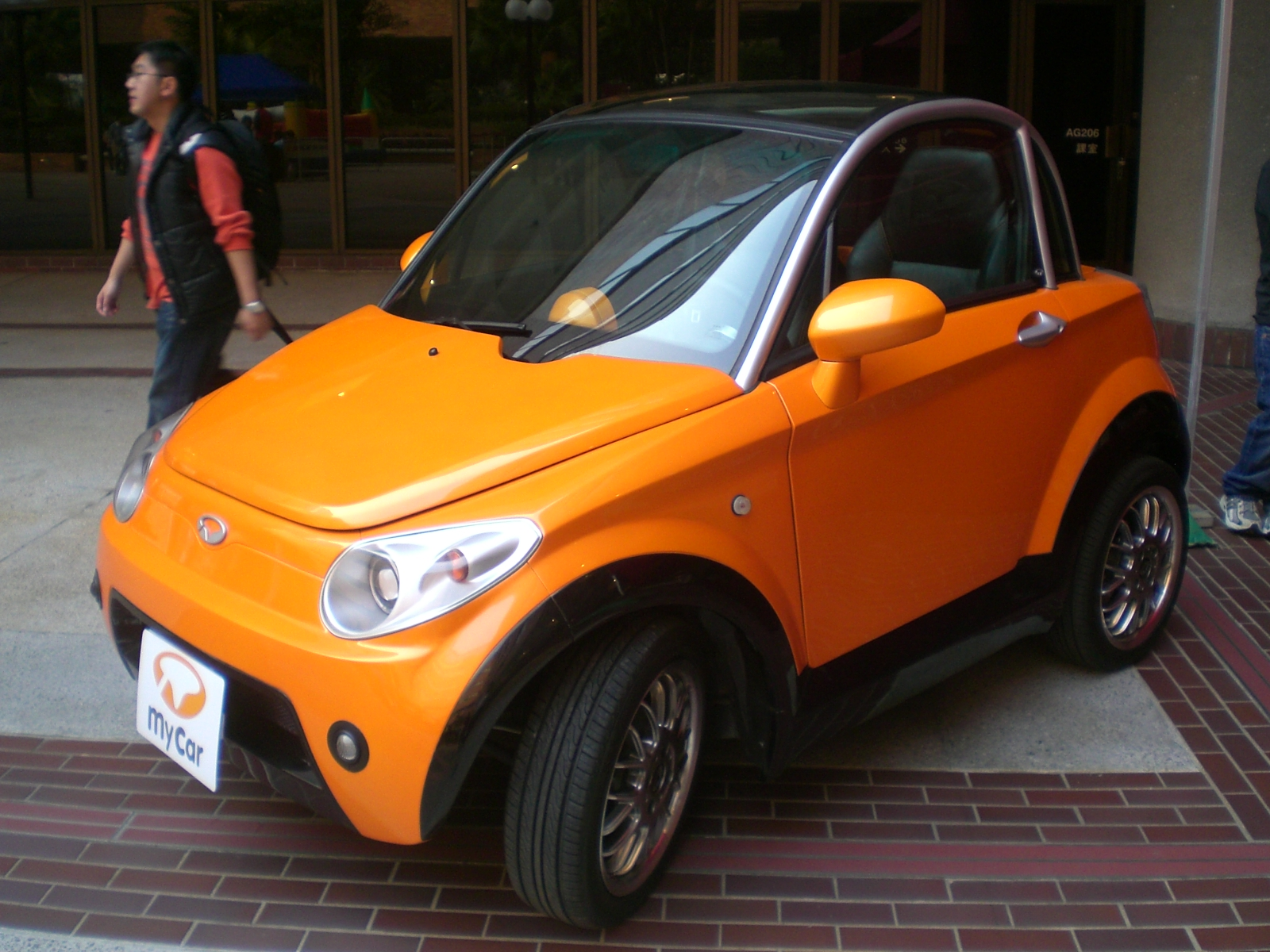
2008年3月，在香港理工大學開放日展出的 MyCar

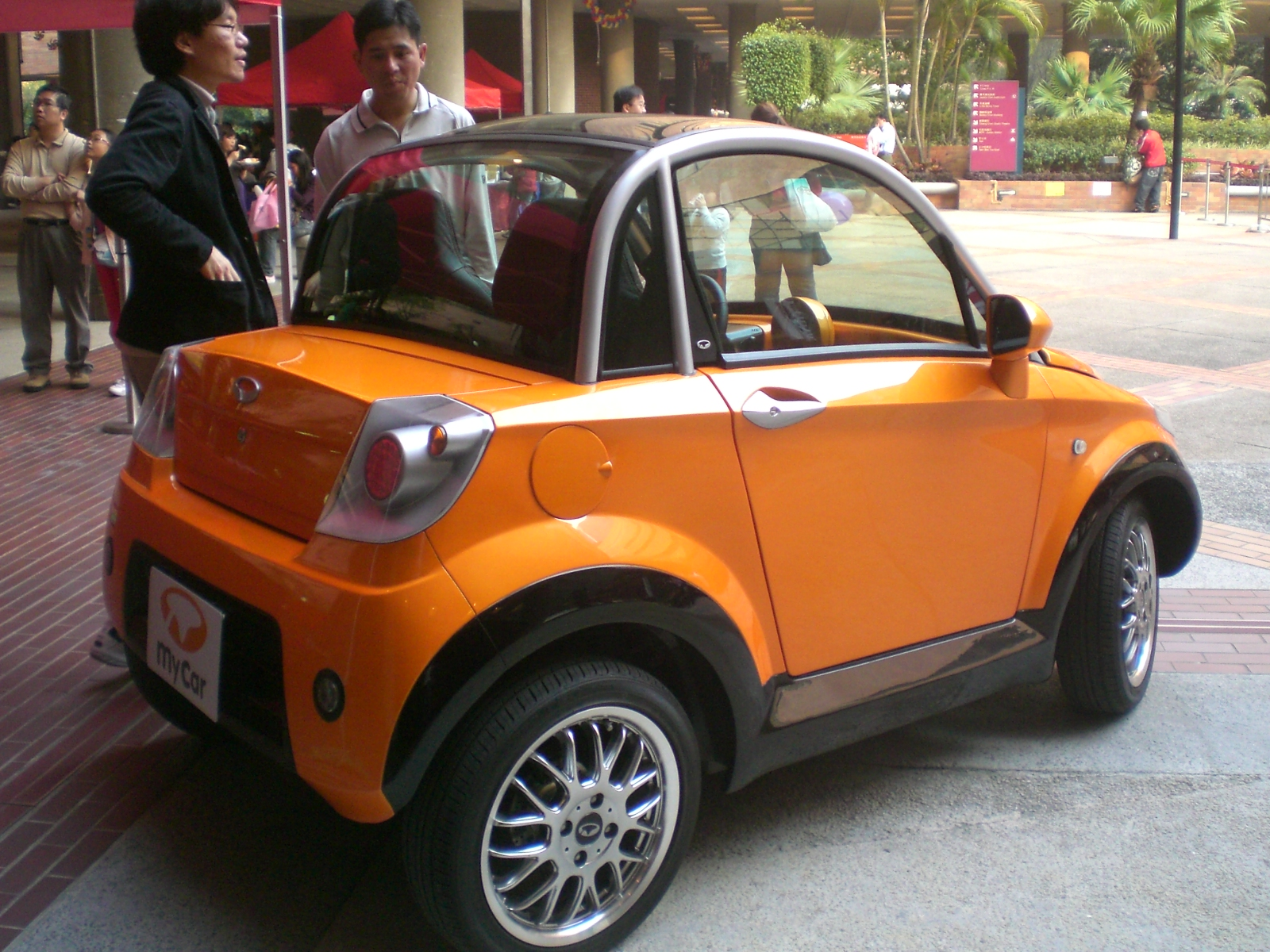
2008年3月，在香港理工大學開放日展出的 MyCar

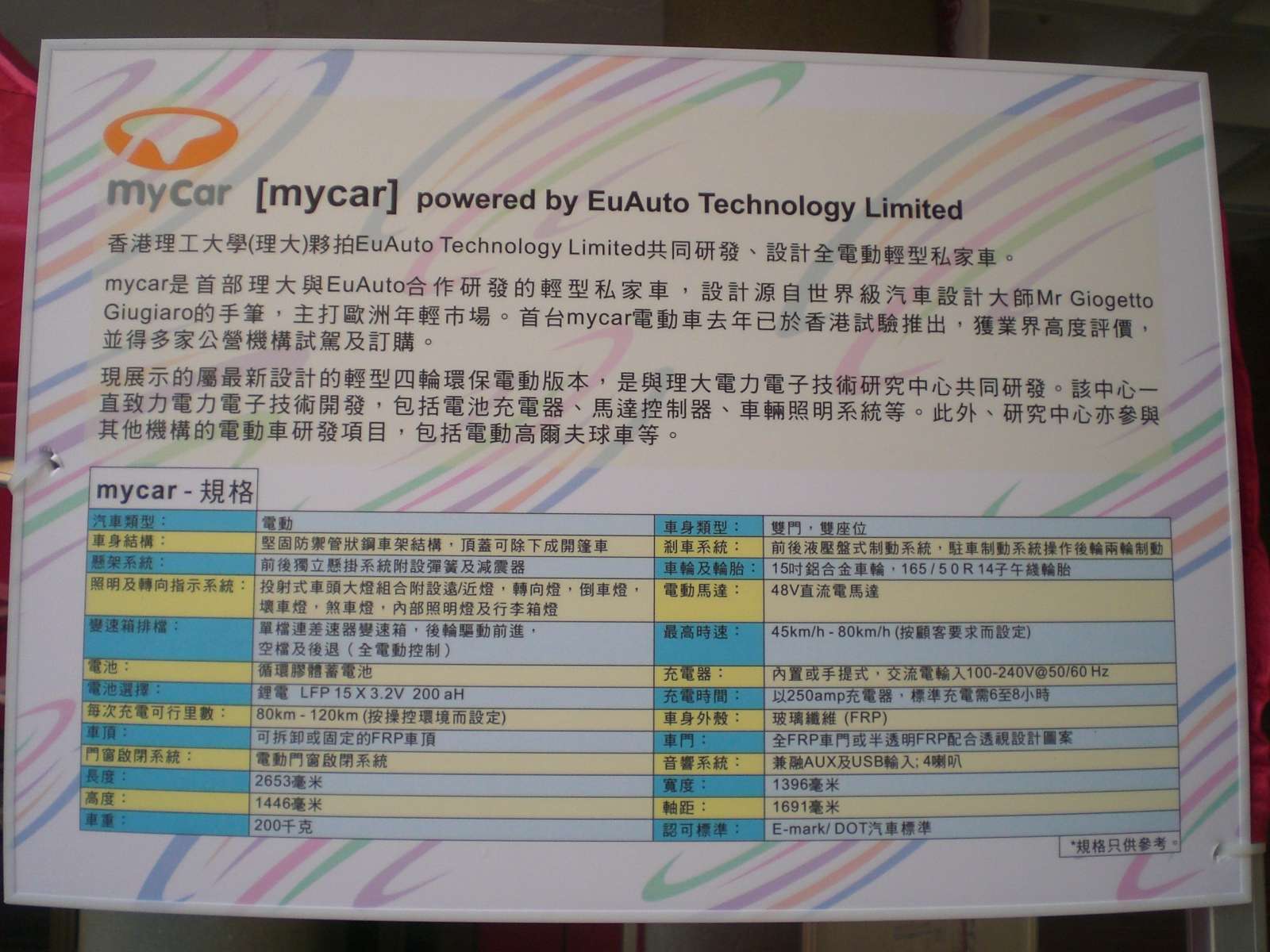
2008年3月，在香港理工大學開放日展出的 MyCar

MyCar是香港第一輛自家發明及於國際銷售的電動都市車，在香港設計，於2004年開始發展，於歐洲多國銷售，例如英國、法國、奧地利及意大利等。2008年獲GreenFleet Awards年度電動車大獎。

## 概要
MyCar由香港理工大學及東莞邁卡電動車科技有限公司（EuAuto）合作研製；初版使用鉛酸電池，最高時速只有64km/h和沒有冷氣設備，而且只能載1名乘客，所以只可以在限速60公里或以下的一般道路行駛，而不能使用高速公路；但根據理大的研究人員在香港的傳媒訪問中透露，其後將會推出的版本改用壽命比鉛酸電池長三倍的鋰電池，並有冷氣，最高時速達80km/h，使之可以在一般公路上使用。
只有兩個座位，以125cc 摩托車為基礎，配有14吋輪胎。車身採用玻璃纖維與塑膠製成，有7種顏色。充電可採用一般家用電池插座，所需時間為6到8小時。充滿電後，可行駛110公里。
外型由意大利設計師喬治亞羅設計室負責。

## 銷售
2009年3月，在英國開售。
2009年10月，正式在香港發售，鑽石山荷里活廣場成為第一個設有充電設施的商場。
香港機場管理局已購置3輛MyCar，而港鐵公司亦有用於其車廠內。
2010年5月，MyCar生產商EuAuto獲美國汽車製造商 GreenTech Automotive 入股，並會在美國設立生產線，並在當地銷售。　
2019年7月，江蘇賽麟汽車科技有限公司將本車重新命名為賽麟邁邁於中國市場上市，根據廠方資料，此版本稍為修改了原版MyCar的外型並改用了馬力達132匹的電動馬達，使其最高時速達到100km/h，並能在NEDC標準下提供最高305公里續航里程。另外，廠方聲稱此版本最高爬坡度達45度。

## 外部連結
- MyCar 官方網頁
- 香港貿易發展局網頁內的簡介